# Зеновій Кобецький
Зеновій Васильович Кобецький (1934, Болехів — † ?) — український письменник, поет, відомий на Болехівщині лікар.

## Життєпис
У 1934 році, в часи економічної та суспільної кризи Польщі, в селянській родині Кобецьких в містечку Болехів народився син Зеновій. Дитинство та юнацькі роки припали на період війни. В ті роки став він на стезю медика. Ось так він рішив помагати довколишнім - Зеновій Красівський запам`ятався всім, як добросовісний та скромний фельдшер районної лікарні, що присвятив 40 років свого життя на служіння людям.
Ще з юначих років, Зеновій Кобецький відчув творчі поривання. Надихнувшись музою поетики, він почав виплескувати свої любовні переживання в поетичні рядки. А любив Зеновій натхненно: любив і рідний край, і Україну, і кохану й родину. Та не все він міг сказати вголос, не все, як думалося, міг написати в ті лихі часи. Але правда жила в його серці, роїлася в його світлій голові, накопичувалася в чистій душі й укладалася в поетичні рядки.
А вже коли прийшли часи українського відродження, й рішився пан Зеновій опублікувати свій утаєний поетичний світ. Спершу це були публікації в місцевій пресі, які місцева творча громада дуже тепло зустріла. У часи молодої держави Україна, п`ятдесятирічний Зеновій Кобецький повернувся в свою молодість - ставши молодим літератором. Його захлиснули творчі плани та пориви і лише кульбіти долі могли їх спинити.... так і сталося, важка хвороба забрала від нас цього працьовитого мужа-болехівчанина. Тому творчу мрію: публікацію збірки поезій - довелося здійснити його дітям. І згодом, вдячні діти та побратими, в пам`ять про батька та друга, опублікували кілька збірочок поезій Зеновій Кобецького. Щирістю та любов`ю пройнята вся його поетика: патріотичні й релігійні вірші, дитяча і любовна лірика - все це заслуговує особливої уваги, бо в них, пан Зеновій, вкладав всю свою теплоту душі.

## Творчий доробок
Окрім великого вкладу на лікарській стезі Болехівщини, Зеновій Васильович, ще й кохався в поезії. На жаль, не всі його творчі замисли збулся, тому уже його діти та прихильники помогли видати творіння Зеновія Кобецького. На разі, додаємо декілька творів зі збірки «Доки життя не згасне»:
- «Чому так сталося...»

- «Дуб стоїть кремезний одиноко в полі...»

- «Пам'яті поета о. Михайла Петрушевича»

- «Вийшла з хати дівчинонька»

- «Летять у вирій журавлі»

- «Свят-вечір»

- «Своя у кожного зоря»

- «Лелеки»

- «В народі жити буде»

- «Ой кувала зозуленька»

- «Ой ви, хлопці, ви, соколи»

- «Вороняче життя»

- «Зелений коник»